# Megarthroglossus smiti
Megarthroglossus smiti är en loppart som beskrevs av Mendez 1956. Megarthroglossus smiti ingår i släktet Megarthroglossus och familjen mullvadsloppor. Inga underarter finns listade i Catalogue of Life.